# قائمة الجوائز والترشيحات التي تلقاها فلم وجدة
وجدة هو فيلم كوميديا درامية سعودي من بطولة وعد محمد وريم عبد الله وعبد الرحمن الجهني وسلطان العساف، ومن إخراج وتأليف هيفاء المنصور. وهو أول فيلم روائي طويل سعودي يصور بالكامل داخل السعودية. وهو أول فيلم روائي طويل من إخراج مخرجة سعودية.
يدور الفيلم حول «وجدة» وهي فتاة سعودية تُشارك في مسابقة لتلاوة القرآن في مدرستها من أجل جمع الأموال المتبقية التي تحتاجها من أجل شراء الدراجة الخضراء التي جذبت اهتمامها في أحد المتاجر.
فاز الفيلم بالعديد من الجوائز في مهرجانات الأفلام حول العالم. كما تم إختياره كمدخل للسعودية لجائزة أفضل فيلم بلغة أجنبية في حفل توزيع جوائز الأوسكار السادس والثمانون، لكن لم يتم ترشيحه.
عُرض الفيلم لأول مرة في الدورة الـ69 مهرجان البندقية السينمائي وحاز فيه على ثلاث جوائز وهي جائزة سينما فناير لأفضل فيلم وجائزة الاتحاد الدولى لفن السينما وجائزة انترفيلم. وعُرض كذلك في الدورة التاسعة من مهرجان دبي السينمائي الدولي وحاز على جائزة المهر العربي لأفضل فيلم روائي ولأفضل ممثلة لوعد محمد. رُشح الفيلم أيضا لنيل جائزة البافتا لأفضل فيلم غير ناطق باللغة الإنجليزية في حفل توزيع جوائز الأكاديمية البريطانية للأفلام الـ67.

## القائمة
| قائمة الجوائز والترشيحات                           | قائمة الجوائز والترشيحات | قائمة الجوائز والترشيحات   | قائمة الجوائز والترشيحات                                                                                           | قائمة الجوائز والترشيحات                                   | قائمة الجوائز والترشيحات | قائمة الجوائز والترشيحات |
| الجائزة أو المهرجان                                | البلد                    | تاريخ الحفل أو المهرجان    | الفئة أو الجائزة                                                                                                   | المترشح                                                    | النتيحة                  | مراجع                    |
| -------------------------------------------------- | ------------------------ | -------------------------- | --- | ---------------------------------------------------------- | ------------------------ | ------------------------ |
| جوائز الأكاديمية البريطانية للأفلام السابع والستون | المملكة المتحدة          | 16 فبراير 2014             | أفضل فيلم غير ناطق باللغة الإنجليزية                                                                               | وجدة                                                       | رُشِّح                      | [ 7 ]                    |
| تحالف الصحفيات السينمائيات                         | الولايات المتحدة         | 2013                       | أفضل فيلم غير ناطق باللغة الإنجليزية                                                                               | وجدة                                                       | رُشِّح                      | [ 8 ]                    |
| تحالف الصحفيات السينمائيات                         | الولايات المتحدة         | 2013                       | الإنجاز المتميز لهذا العام من قبل امرأة في صناعة السينما                                                           | هيفاء منصور                                                | فوز                      | [ 9 ]                    |
| جوائز أماندا                                       | النرويج                  | 16 أغسطس 2014              | أفضل فيلم روائي أجنبي                                                                                              | وجدة                                                       | رُشِّح                      | [ 10 ]                   |
| جوائز شاشة آسيا والمحيط الهادئ                     | أستراليا                 | 15 ديسمبر 2013             | أفضل فيلم روائي شارك فيه الأطفال                                                                                   | وجدة                                                       | رُشِّح                      | [ 11 ]                   |
| جوائز جمعية نقاد السينما الأسترالية                | أستراليا                 | 7 فبراير 2015              | أفضل فيلم دولي غير ناطق بالإنجليزية                                                                                | وجدة                                                       | رُشِّح                      | [ 12 ]                   |
| جوائز جمعية بوسطن لنقاد السينما                    | الولايات المتحدة         | 8 ديسمبر 2013              | أفضل فيلم بلغة أجنبية                                                                                              | وجدة                                                       | فوز                      | [ 13 ]                   |
| جوائر جمعية الأفلام البريطانية                     | المملكة المتحدة          | 2012                       | كأس ساذرلاند | وجدة                                                       | رُشِّح                      | [ 14 ]                   |
| جوائز السينما المستقلة البريطانية                  | المملكة المتحدة          | 8 ديسمبر 2013              | أفضل فيلم دولي مستقل                                                                                               | وجدة                                                       | رُشِّح                      | [ 15 ]                   |
| جائزة اختيار النقاد للأفلام                        | الولايات المتحدة · كندا  | 16 يناير 2014              | أفضل فيلم بلغة أجنبية                                                                                              | وجدة                                                       | رُشِّح                      | [ 16 ]                   |
| جوائز جمعية شيكاغو لنقاد السينما                   | الولايات المتحدة         | 16 ديسمبر 2013             | أفضل فيلم بلغة أجنبية                                                                                              | وجدة                                                       | رُشِّح                      | [ 17 ]                   |
| مهرجان دبي السينمائي الدولي                        | الإمارات                 | 9 - 16 ديسمبر 2012         | جائزة المهر العربي لأفضل ممثلة                                                                                     | وعد محمد                                                   | فوز                      | [ 6 ]                    |
| مهرجان دبي السينمائي الدولي                        | الإمارات                 | 9 - 16 ديسمبر 2012         | جائزة المهر العربي لأفضل فيلم روائي                                                                                | وجدة                                                       | فوز                      | [ 6 ]                    |
| مهرجان ديربان السينمائي الدولي                     | جنوب إفريقيا             | 18 - 28 يوليو 2013         | أفضل فيلم روائي أول                                                                                                | وجدة                                                       | فوز                      | [ 18 ]                   |
| جوائز الروح المستقلة                               | الولايات المتحدة         | 1 مارس 2014                | أفضل فيلم روائي أول                                                                                                | وجدة                                                       | رُشِّح                      | [ 19 ]                   |
| مهرجان فريبورغ السينمائي الدولي                    | سويسرا                   | 16 - 23 مارس 2013          | جائزة الجمهور - المسابقة الدولية للأفلام الطويلة                                                                   | وجدة                                                       | فوز                      | [ 20 ]                   |
| مهرجان فريبورغ السينمائي الدولي                    | سويسرا                   | 16 - 23 مارس 2013          | غراند بركس (نظرة ذهب) - المسابقة الدولية للأفلام الطويلة                                                           | وجدة                                                       | رُشِّح                      | [ 20 ]                   |
| نقابة سينمات دار الفن الألمانية                    | ألمانيا                  | 2013                       | جائزة نقابة السينما الذهبية - أفضل لفيلم أجنبي                                                                     | وجدة                                                       | فوز                      | [ 21 ]                   |
| مهرجان غوتنبرغ السينمائي الدولي                    | السويد                   | 25 يناير - 4 فبراير 2013   | جائرة الجمهور - أفضل فيلم روائي                                                                                    | وجدة                                                       | فوز                      | [ 22 ]                   |
| مهرجان غوتنبرغ السينمائي الدولي                    | السويد                   | 25 يناير - 4 فبراير 2013   | جائزة الظهور الأول الدولية                                                                                         | هيفاء منصور                                                | رُشِّح                      | [ 22 ]                   |
| جوائز جمعية هيوستن لنقاد السينما                   | الولايات المتحدة         | 15 ديسمبر 2013             | أفضل فيلم بلغة أجنبية                                                                                              | وجدة                                                       | رُشِّح                      | [ 23 ]                   |
| إستطلاع نقاد إندي واير                             | الولايات المتحدة         | 2013                       | أفضل فيلم روائي أول                                                                                                | وجدة                                                       | المركز الثاني            | [ 24 ]                   |
| مهرجان لندن السينمائي                              | المملكة المتحدة          | 20 أكتوبر 2012             | جائزة ساذرلاند - مسابقة أول فيلم روائي                                                                             | وجدة                                                       | رُشِّح                      | [ 25 ]                   |
| مهرجان لوس أنجلوس السينمائي                        | الولايات المتحدة         | 13 - 23 يونيو 2013         | جائزة الجمهور - أفضل فيلم روائي دولي                                                                               | وجدة                                                       | فوز                      | [ 26 ]                   |
| مهرجان ملبورن السينمائي الدولي                     | أستراليا                 | 25 يوليو - 11 أغسطس 2013   | الفيلم الروائي الأكثر شعبية                                                                                        | وجدة                                                       | المركز الرابع            | [ 27 ]                   |
| موشن بكتشرز فيلم إيديترز                           | الولايات المتحدة         | 17 فبراير 2014             | جائزة البكرة الذهبية لأفضل مونتاج أصوات - تأثيرات صوتية وفولي وحوار واستبدال حوار تلقائي في فيلم روائي بلغة أجنبية | سيباستيان شميت كريستوف ويكزوريك سيباستيان هيسر مارك ميسنجر | رُشِّح                      | [ 28 ]                   |
| مهرجان ميونخ السينمائي الدولي                      | ألمانيا                  | 28 يونيو - 6 يوليو 2013    | جائزة فخرية - جائزة بيرنهارد ويكي السينمائية                                                                       | وجدة                                                       | فوز                      | [ 29 ]                   |
| المجلس الوطني لمراجعة الأفلام                      | الولايات المتحدة         | 4 ديسمبر 2013              | جائزة حرية التعبير                                                                                                 | وجدة                                                       | فوز                      | [ 30 ]                   |
| مهرجان نورنبرغ الدولي لحقوق الإنسان                | ألمانيا                  | 29 سبتمبر 2013             | جائزة لجنة التحكيم "الأعين المفتوحة"                                                                               | وجدة                                                       | رُشِّح                      | [ 31 ]                   |
| جوائز جمعية نقاد السينما عبر الإنترنت              | الولايات المتحدة         | 16 ديسمبر 2013             | أفضل فيلم غير ناطق بالإنجليزية                                                                                     | وجدة                                                       | رُشِّح                      | [ 32 ]                   |
| مهرجان أوسلو أفلام من الجنوب                       | النرويج                  | 10 - 20 أكتوبر 2013        | أفضل فيلم - جائزة المرآة الفضية                                                                                    | وجدة                                                       | رُشِّح                      | [ 33 ]                   |
| مهرجان بالم سبرينغس السينمائي الدولي               | الولايات المتحدة         | 3 - 14 يناير 2013          | دايركتورز تو ووتش                                                                                                  | هيفاء منصور                                                | فوز                      | [ 34 ]                   |
| مهرجان روتردام السينمائي الدولي                    | هولندا                   | 23 يناير - 3 فبراير 2013   | جائزة ديورافت | وجدة                                                       | فوز                      | [ 35 ]                   |
| دائرة سان فرانسيسكو لنقاد السينما                  | الولايات المتحدة         | 15 ديسمبر 2013             | أفضل فيلم بلغة أجنبية                                                                                              | وجدة                                                       | رُشِّح                      | [ 36 ]                   |
| جوائز ساتالايت                                     | الولايات المتحدة         | 23 فبراير 2014             | أفضل فيلم دولي | وجدة                                                       | رُشِّح                      | [ 37 ]                   |
| جوائز جمعية سياتل لنقاد السينما                    | الولايات المتحدة         | 2014                       | أفضل فيلم بلغة أجنبية                                                                                              | وجدة                                                       | رُشِّح                      | [ 38 ]                   |
| جوائز جمعية سانت لويس لنقاد السينما                | الولايات المتحدة         | 9 ديسمبر 2013              | أفضل فيلم بلغة أجنبية                                                                                              | وجدة                                                       | رُشِّح                      | [ 39 ]                   |
| مهرجان سيدني السينمائي                             | أستراليا                 | 5 - 16 يونيو 2013          | أفضل فيلم - جائزة سيدني السينمائية                                                                                 | وجدة                                                       | رُشِّح                      | [ 40 ]                   |
| مهرجان ليالي تالين السوداء السينمائي               | إستونيا                  | 12 - 28 نوفمبر 2012        | الجائزة الكبرى | وجدة                                                       | رُشِّح                      | [ 41 ]                   |
| مهرجان ليالي تالين السوداء السينمائي               | إستونيا                  | 12 - 28 نوفمبر 2012        | جائزة دون كيخوتي - تنويه خاص                                                                                       | هيفاء منصور                                                | تنويه خاص                | [ 41 ]                   |
| مهرجان ليالي تالين السوداء السينمائي               | إستونيا                  | 12 - 28 نوفمبر 2012        | جائزة "Netpac" | وجدة                                                       | تنويه خاص                | [ 41 ]                   |
| مهرجان ترافيرس سيتي السينمائي                      | الولايات المتحدة         | 30 يوليو - 4 أغسطس 2013    | جائزة روجر ايبرت لأفضل فيلم لمخرج أول مرة                                                                          | وجدة                                                       | فوز                      | [ 42 ]                   |
| مهرجان ترومسو السينمائي الدولي                     | النرويج                  | 14 - 20 يناير 2013         | أفضل فيلم - جائزة الفيلم النرويجي للسلام                                                                           | وجدة                                                       | فوز                      | [ 43 ]                   |
| مهرجان فانكوفر السينمائي الدولي                    | كندا                     | 26 سبتمبر - 11 أكتوبر 2013 | جائزة الفيلم الدولي الأول الأكثر شعبية                                                                             | وجدة                                                       | فوز                      | [ 44 ]                   |
| مهرجان البندقية السينمائي الدولي                   | إيطاليا                  | 29 أغسطس - 8 سبتمبر 2012   | أفضل فيلم - جائزة "سينما فينير"                                                                                    | وجدة                                                       | فوز                      | [ 5 ]                    |
| مهرجان البندقية السينمائي الدولي                   | إيطاليا                  | 29 أغسطس - 8 سبتمبر 2012   | جائزة الاتحاد الدولي للفنون السينمائية "C.I.C.A.E"                                                                 | وجدة                                                       | فوز                      | [ 5 ]                    |
| مهرجان البندقية السينمائي الدولي                   | إيطاليا                  | 29 أغسطس - 8 سبتمبر 2012   | جائزة انترفيلم | وجدة                                                       | فوز                      | [ 5 ]                    |
| مهرجان البندقية السينمائي الدولي                   | إيطاليا                  | 29 أغسطس - 8 سبتمبر 2012   | أفضل فيلم - جائزة آفاق البندقية                                                                                    | وجدة                                                       | رُشِّح                      | [ 5 ]                    |
| استطلاع مجلة ذا فيليج فويس السنوي للأفلام          | الولايات المتحدة         | 17 ديسمبر 2013             | أفضل فيلم أول | وجدة                                                       | المركز الثاني            | [ 45 ]                   |
| جوائز جمعية واشنطن العاصمة لنقاد السينما           | الولايات المتحدة         | 8 ديسمبر 2013              | أفضل فيلم بلغة أجنبية                                                                                              | وجدة                                                       | رُشِّح                      | [ 46 ]                   |
| جوائز جمعية واشنطن العاصمة لنقاد السينما           | الولايات المتحدة         | 8 ديسمبر 2013              | أفضل أداء لشاب | وعد محمد                                                   | رُشِّح                      | [ 46 ]                   |
| جوائز دائرة ناقدات الأفلام                         | الولايات المتحدة         | 18 ديسمبر 2013             | أفضل فيلم أجنبي بواسطة أو حول أمرأة                                                                                | وجدة                                                       | فوز                      | [ 47 ] [ 48 ]            |
| جوائز دائرة ناقدات الأفلام                         | الولايات المتحدة         | 18 ديسمبر 2013             | أفضل ممثلة شابة | وعد محمد                                                   | رُشِّح                      | [ 47 ] [ 48 ]            |
| جوائز دائرة ناقدات الأفلام                         | الولايات المتحدة         | 18 ديسمبر 2013             | أفضل مساواة بين الجنسين                                                                                            | وجدة                                                       | رُشِّح                      | [ 47 ] [ 48 ]            |
| جوائز دائرة ناقدات الأفلام                         | الولايات المتحدة         | 18 ديسمبر 2013             | جائزة أدريان شيلي                                                                                                  | وجدة                                                       | رُشِّح                      | [ 47 ] [ 48 ]            |
| جوائز دائرة ناقدات الأفلام                         | الولايات المتحدة         | 18 ديسمبر 2013             | جائزة كارين مورلي                                                                                                  | وجدة                                                       | رُشِّح                      | [ 47 ] [ 48 ]            |
| مهرجان الخليج السينمائي                            | الإمارات                 | 11 - 17 أبريل 2013         | أفضل فيلم طويل | وجدة                                                       | فوز                      | [ 49 ]                   |